# Jan Baptist van der Haeghen
Jan Baptist van der Haeghen (Brussel, 1686 – aldaar, 1738) was een barok beeldhouwer in de 18e eeuw. Hij werd in 1715 meester in de Vier Gekroonden te Brussel.
Voor de Kathedraal van Sint-Michiel en Sint-Goedele maakte hij standbeelden voor het hoofdaltaar (ongedocumenteerd) en dierenfiguren voor de preekstoel van Hendrik Frans Verbruggen. Nog in Brussel bezit de Onze-Lieve-Vrouw van Goede Bijstand twee werken van hem: Sint-Jozef met kind en Jacobus de Meerdere (1723–24). In het Warandepark staat een Leda.
In de massieve Onze-Lieve-Vrouw-Hemelvaartkerk van Ninove is veel meubilair van zijn hand te zien: o.a. altaren, het doksaal en de communiebank.

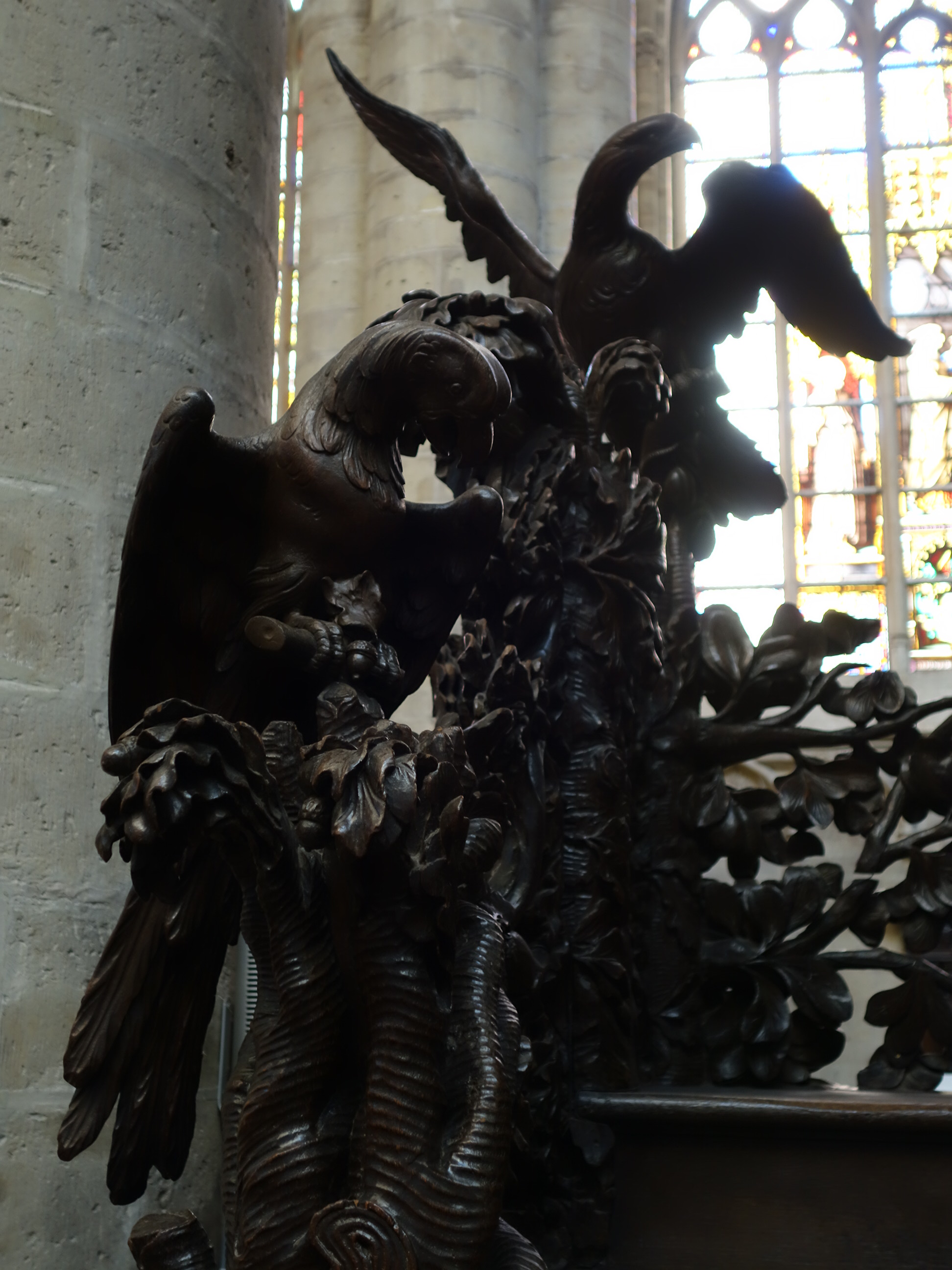
Dierenfiguren op de preekstoel van de Kathedraal van Sint-Michiel en Sint-Goedele
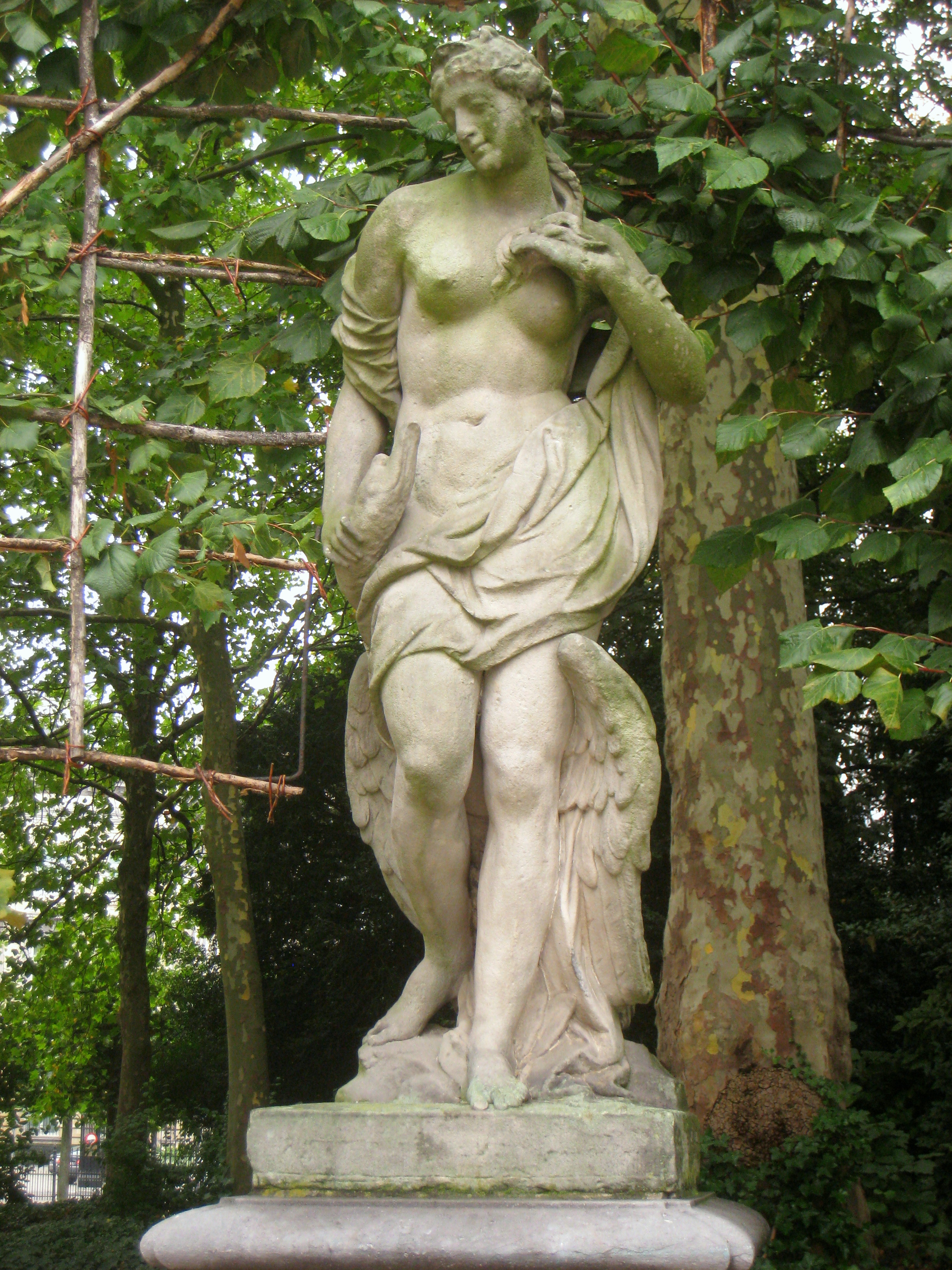
Leda in het Warandepark
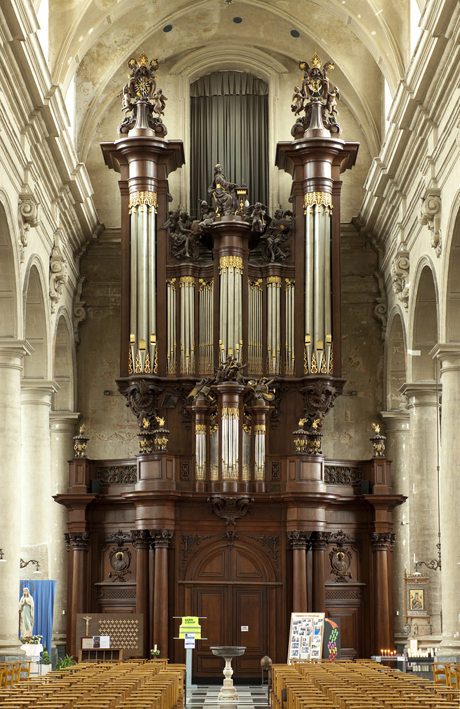
Meubilair in de Onze-Lieve-Vrouw-Hemelvaartkerk van Ninove

- RKD-Nederlands Instituut voor Kunstgeschiedenis: 207183
- Union List of Artist Names: 500319041
- Virtual International Authority File: 305191118